# Vilsbiburg
Vilsbiburg (phát âm tiếng Đức: [fɪlsˈbiːbʊʁk]) là một thị xã ở huyện Landshut, bang Bayern, Đức. Đô thị Vilsbiburg có diện tích 68,85 km², dân số thời điểm ngày 31 tháng 12 năm 2006 là 11.603 người. Đô thị này nằm bên sông Große Vils, 18 km về phía đông nam Landshut. Vilsbiburg nằm ở trung tâm Hạ Bavaria và thuộc chân đồi Apin. Vilsbiburg có cự ly 55 dặm Anh về phía đông bắc München.
Tài liệu đầu tiên đề cập khu vực này với tên gọi Pipurch vào năm 1000. Vilsbiburg chính thức thành thị trấn năm 1929. Ngày 1 tháng 7 năm 1972 huyện hành chính Vilsbiburg đã được sáp nhập vào huyện Landshut. Các đô thị cũ Frauensattling, Gaindorf, Haarbach, Seyboldsdorf và Wolferding đã thuộc thị xã Vilsbiburg vào năm 1978.

## Kết nghĩa
- Buja, Italia, từ năm 2001